# Emilianópolis
Emilianópolis este un oraș în São Paulo (SP), Brazilia.